# مناحيم يديد
مناحيم يديد (بالعبرية: מנחם ידיד‏) (15 يناير 1918 - 5 مايو 2013)، كان سياسيًا إسرائيليًا شغل منصب عضو في الكنيست لجاحال والليكود بين 1965 و1977.

## السيرة الشخصية
ولد في حلب في سوريا عام 1918، وتلقى تعليمه في مدرسة ثانوية ومدرسة دينية يهودية، قبل أن يهاجر لفلسطين الانتدابية في عام 1935. وفي نفس السنة انضم إلى بيتار. لقد أصبح لاحقًا عضوًا في الإرجون واعتقلته السلطات البريطانية في عام 1939 ومرة أخرى في عام 1946. كما كان أيضًا عضوًا في الأمانة واللجنة التنفيذية التي تتبع الاتحاد العمالي الوطني في أرض إسرائيل.
في عام 1948 كان من بين مؤسسي حيروت، وأنشأ أيضًا فرعًا للحزب في حي هاتيكفا في تل أبيب، حيث شغل منصب رئيسه. بين عامي 1950 و1965 عمل في مجلس مدينة تل أبيب، قبل انتخابه للكنيست على قائمة جاحال (تحالف حيروت والحزب الليبرالي) في انتخابات عام 1965 وقد أعيد انتخابه في انتخابات عام 1969 وانتخابات عام 1973 (في ذلك الوقت اندمج جاحال في الليكود)، قبل أن يفقد مقعده في انتخابات عام 1977.
شغل يديد منصب سكرتير جمعية حلب والمهاجرين السوريين.

## روابط خارجية
- مناحيم يديد على الموقع الإلكتروني للكنيست